# کراسنی استرویتل
کراسنی استرویتل (به لاتین: Krasny Stroitel) یک منطقهٔ مسکونی در قرقیزستان است که در شهرستان سوردلوف (بیشکک) واقع شده‌است. کراسنی استرویتل ۶۸۵ متر بالاتر از سطح دریا واقع شده‌است.